# Moișe Sluțchi
Moișe Sluțchi (în rusă Моисей Борисович Слуцкий; n. 1/13 ianuarie 1851, Bila Țerkva, gubernia Kiev⁠(d), Imperiul Rus – d. 24 octombrie 1934, Chișinău, România) a fost un medic evreu, doctor în medicină, memorialist, precum și deputat în Sfatul Țării.

## Biografie
S-a născut pe 1 ianuarie 1851 în Bila Țerkva, în gubernia Kiev (azi în Ucraina). Rămas de mic orfan de tată, a fost crescut de bunicul său în Berdicev. A studiat la heder. După moartea bunicului său, s-a mutat cu mama și cu sora sa în Bălți, apoi la Chișinău, unde a absolvit gimnaziul în 1869. A studiat apoi la Facultatea de Medicină din cadrul Universității din Harkov.
În 1875 a absolvit facultatea, iar în 1877 s-a angajat ca medic la spitalul evreiesc din Chișinău. În 1889 a devenit medic-șef, iar în 1899 a devenit directorul spitalului, funcție pe care a păstrat-o următorii 35 de ani. În 1892 a fost deschisă clădirea principală a orașului (proiectată de Țalel Ginger), iar, în toamna lui 1898, sub conducerea lui Sluțchi, au fost construite alte trei clădiri în cadrul spitalului, acesta ajungând cel mai mare din gubernia Basarabia. În timpul pogromului din Chișinău, evreii răniți au fost aduși la spital și tratați, iar cei care au rămas fără case au primit aici adăpost.
În urma Revoluției din Februarie și a proclamării Republicii Democratice Moldovenești, Sluțchi a ajuns deputat în Sfatul Țării. După Unirea Basarabiei cu România, a fost primul președinte al comunității evreiești din Chișinău. A fost decorat cu Ordinul Coroana României.
Pe lângă numeroasele publicații din domeniul medical, Șluțchi a publicat mai multe materiale jurnalistice în cadrul ziarului de limba idiș Unzer Zeit, precum și 2 cărți de memorii: „De trei sferturi de secol. Amintirile mele din copilărie, tinerețe și o jumătate de secol de activitate medicală și socială” (1927) și „În zile de jale. Pogromul de la Chișinău din 1903” (1930).
A decedat pe 24 octombrie 1934 la Chișinău, la vârsta de 83 de ani.